# Синдром деперсонализации — дереализации
Синдро́м деперсонализа́ции — дереализа́ции (МКБ-10) или расстро́йство деперсонализа́ции/дереализа́ции (DSM-5), ранее известное как деперсонализацио́нное расстро́йство (DSM-IV-TR) — один из клинических вариантов диссоциативных расстройств, согласно действующим указанным выше классификациям.
Человек иногда (постоянно) чувствует, что «видит себя со стороны», «не может управлять своим телом или его частями», «теряет чёткость восприятия окружающей реальности» и т. д. Существует мнение, что «это постоянные (персистирующие, перманентные) или периодически возвращающиеся (рекуррентные, или рецидивирующие) ощущения деперсонализации и/или дереализации, соматопсихической диссоциации и/или психической анестезии».
Однако следует учитывать, что перечисленные симптомы характерны  также для наркотического, алкогольного отравления, а также могут быть следствием сильного стресса, вызванного внешними факторами.
Описываемое состояние объединяет два похожих явления общей природы, которые сложно дифференцировать и которые нередко наблюдаются одновременно: 
- синдром дереализации, когда человек воспринимает окружающий мир неотчётливо, неясно и отстранённо;

- синдром деперсонализации, при котором человек частично или полностью перестаёт ощущать себя (снижается тактильная чувствительность и в целом человек воспринимает своё тело как чужое).

## Симптомы
Ощущение, что человек как бы не живёт своей жизнью, а пассивно проживает её, наблюдая со стороны за собой, своей жизнью и своими действиями, что это как бы и не он вовсе (вплоть до описаний «живу как в аквариуме или под стеклянным колпаком, как за грязным стеклом, жизнь проходит мимо меня, я её не чувствую»); болезненно переживаемое больным ощущение собственной изменённости, «нетаковости», отличности от себя прежнего, себя настоящего; ощущение непринадлежности самому себе, неспособности управлять своим телом, своей жизнью, своими чувствами и эмоциями; ощущение, что больной живёт как бы в тумане или во сне, или как будто вокруг него снимается кино или разворачивается некая сказка или театральное действие и он игрок в этом кино или театральном действии и что всё это происходит как бы и не с ним; ощущение изменённости, «нетаковости», необычности или далёкости, отстранённости, нереальности окружающего мира (часто при этом восприятие мира окрашено в депрессивные тона, мир может казаться больному мрачным, серым, безрадостным, скучным или враждебным, потерявшим яркие краски, цвета, запахи); ощущение себя отдельно от своего тела, вне тела, или ощущение чуждости и непринадлежности себе отдельных частей тела (рук, ног, головы); трудность восприятия окружающей реальности. Иногда больной может чувствовать, будто он видит себя со стороны или будто он мёртв. Очень часты жалобы на утрату эмоций.
Эпизодические преходящие ощущения лёгкой деперсонализации и/или дереализации, не мешающие или незначительно мешающие человеку нормально жить, работать или учиться и функционировать в социуме, и на которые сам человек, как правило, не предъявляет жалоб, а иногда даже и не осознаёт, что эти явления вообще имели место, являются вариантом нормы и не могут служить основанием для постановки диагноза синдрома деперсонализации-дереализации. 
В то же время сильные, мучительные, перманентные или часто рецидивирующие ощущения деперсонализации и/или дереализации, безусловно, являются патологическими, и требуют выяснения всех обстоятельств, оценки общего состояния здоровья человека, анализов на наркотические вещества и т.д.
В тех случаях, когда диссоциативные ощущения являются перманентными или часто рецидивирующими, тяжёлыми и мучительными для человека и значимо мешают его социальному и профессиональному функционированию, его повседневной жизни, следует обратиться за помощью к близким людям, которым можно доверять.

## Диагностические критерии

### МКБ-10
Для диагноза синдрома деперсонализации — дереализации (F48.1) должно быть соответствие следующим критериям:

- А. Любое из двух:
  - 1. Деперсонализация. Пациент жалуется, что отдалился или находится «на самом деле не здесь». Например, больные могут жаловаться, что их чувства или ощущение внутренней жизни отделены, чужды им, не их собственные или потеряны, или ощущение, что их эмоции или движения принадлежат кому-то ещё, или они чувствуют себя, как играющие на сцене.
  - 2. Дереализация. Больной жалуется на чувство нереальности. Например, могут быть жалобы, что окружение или определённые объекты выглядят незнакомыми, изменёнными, плоскими, бесцветными, безжизненными, неинтересными или похожи на сцену, где каждый играет.

- Б. Сохранение понимания пациентом того, что эти изменения внутри него самого, а не навязаны извне другими людьми или силами.

Оригинальный текст (англ.)
- A. Either (1) or (2):
  - (1) Depersonalization. The patient complains of a feeling of being distant, “not really here” (for example he may complain that his emotions, or feelings, or experience of his inner self are detached, strange, not his own, or unpleasantly lost, or that his emotions or movements feel as if they belong to someone else, or that he feels as if acting in a play).
  - (2) Derealization. The patient complains of a feeling of unreality (for example he may complain that the surroundings or specific objects look strange, distorted, flat, colourless, lifeless, dreary, uninteresting, or like a stage upon which everyone is acting).

- B. Retention of insight, in that the patient realizes that the change is within himself, and is not imposed from outside by other persons or forces.

— Международная классификация болезней Десятого пересмотра (МКБ-10)

#### Дифференциальный диагноз
Следует отличать от расстройств, при которых ощущается «изменение личности», например, от шизофрении с ощущением воздействий и бредом метаморфозы, а также от ранней деменции и диссоциативных расстройств. Синдром может присутствовать при височной эпилепсии в некоторых постиктальных состояниях или предиктальной ауре.
В случае наблюдения синдрома деперсонализации — дереализации при шизофрении, обсессивно-компульсивном расстройстве, фобических или депрессивных расстройствах, основными следует считать их.

### DSM-5
Для постановки диагноза «расстройство деперсонализации/дереализации» (англ. depersonalization/derealization disorder) по последнему изданию американского диагностического и статистического руководства по психическим расстройствам (DSM-5) необходимо наличие постоянной или периодически повторяющейся деперсонализации, дереализации, либо того и другого. Симптомы должны вызывать клинически значимый дистресс или ухудшение в профессиональной, социальной или других важных сферах деятельности. Кроме того, для постановки этого диагноза деперсонализация/дереализация не должны быть вызваны другим психическим расстройством, таким как шизофрения, большое депрессивное расстройство, паническое расстройство, посттравматическое стрессовое расстройство, острое стрессовое расстройство или другое диссоциативное расстройство.
В DSM-5 расстройство деперсонализации/дереализации отнесено к разделу «диссоциативные расстройства».

## Причины
Чаще всего синдром деперсонализации — дереализации вызывается сильными стрессами, серьёзными психотравмирующими воздействиями, имевшими место в течение жизни больного, например, изнасилованием, сексуальным совращением в детстве, побоями, руганью, унижениями и плохим обращением в детстве, авариями, катастрофами, гибелью или тяжёлой болезнью близкого человека, собственным тяжёлым заболеванием, войной, лишением свободы, пытками. Употребление наркотиков и других психоактивных веществ может быть провоцирующим или усиливающим расстройство фактором, а иногда и непосредственно вызывать расстройство у предрасположенных лиц. Неизвестно, играют ли роль в развитии заболевания генетические факторы, однако есть данные, что при этом расстройстве происходят определённые патофизиологические изменения.
Синдром деперсонализации-дереализации может быть концептуализирован как защитный механизм психики, поскольку основные, «ядерные» симптомы расстройства, как предполагают, могут защищать психику пациента от чрезмерных негативных стимулов, переживаний и психотравмирующих воспоминаний, от сильного психоэмоционального стресса, чрезмерной тревоги или сильной тоски.

## Эпидемиология

### Распространённость
По данным эпидемиологических исследований, распространённость синдрома деперсонализации — дереализации составляет 1—2 %.

### Соотношение с другими психическими заболеваниями
Явления деперсонализации и дереализации могут встречаться при многих психических заболеваниях: при тревожном расстройстве, паническом расстройстве, большом депрессивном расстройстве или биполярно аффективном расстройстве. Они также могут сосуществовать с шизофренией, шизотипическим расстройством или шизоаффективным расстройством. Диагностические руководства предписывают не ставить диагноз деперсонализационого расстройства (DSM-IV-TR) или расстройства деперсонализации/дереализации (DSM-5), если деперсонализация и дереализация встречаются в ходе другого психического расстройства (шизофрении, панического расстройства, острого стрессового расстройства и т. п.). О синдроме деперсонализации — дереализации правомерно говорить только тогда, когда деперсонализация и дереализация — ведущие, стойкие и почти единственные признаки психического расстройства, что встречается довольно редко.
Несмотря на то, что синдром деперсонализации — дереализации сопровождается значительным искажением или изменением субъективного восприятия реальности, он не относится к группе психотических расстройств и не связан с психозом. Больные данным синдромом сохраняют способность отличать собственные «неправильные» внутренние ощущения и объективную реальность окружающего мира, сохраняют критическое восприятие себя и собственных ощущений и переживаний, осознание болезни. Больные сохраняют способность отличать реальность от воображения, мечт и фантазий как во время эпизодов деперсонализации, так и при постоянной деперсонализации, и в отличие от больных с психозами не представляют угрозы для общества, поскольку не теряют связей с реальностью, а симптоматика заболевания отличается относительной стабильностью и как правило не склонна к прогрессированию и усугублению.
Элементы данного синдрома могут встречаться и у психически здоровых людей при сенсорной депривации, усталости, галлюциногенной интоксикации, либо при засыпании или пробуждении (т. н. гипнагогический/гипнапомпический феномен).

## Лечение
Данный синдром весьма трудно поддаётся лечению. Есть некоторые доказательства того, что положительное воздействие оказывают антидепрессанты — селективные ингибиторы обратного захвата серотонина (СИОЗС). Более поздние исследования показали эффективность комбинации ламотриджина и СИОЗС. Если в структуре синдрома доминирует тревога, то используются анксиолитики. Если наличествует очевидный интрапсихический конфликт, применяется раскрывающая психодинамическая терапия, которая может проводиться в течение нескольких лет.
Также было выявлено, что при деперсонализации возникает расстройство опиоидной системы мозга, была обнаружена эффективность лечения антагонистами опиоидных рецепторов, такими как налтрексон. Юрием Нуллером обнаружена эффективность антагониста опиоидных рецепторов налоксона.

###### Психотерапия творчеством
В клинической психотерапии предлагаются занятия творческим самовыражением, где исходя из того что деперсонализация это прежде всего изменение "эмоционального Я" ("ускользание именно эмоциональной индивидуальности"), а не "критически-мыслительного Я", психотерапия направлена на оживление эмоциональной сферы, которая и придает жизни вкус и смысл оживляясь в творчестве. Важными условиями таких занятий являются: подбор приемов помощи творчеством созвучных природе именно данного пациента (его характеру); психообразование (разъяснение о заболевании, его течении, в т.ч. о его защитно-приспособительной функции от возможно более тяжких состояний); постепенная выработка творческого стиля жизни согласно своей природе (каждодневное ведение дневника своего настроения, событий дня, выбор созвучных картин из альбома, творческое общение с природой, рисунок карандашом воспоминаний из детства и др.).